# Athens (Wisconsin)
Athens é uma vila localizada no estado norte-americano de Wisconsin, no Condado de Marathon.

## Demografia
Segundo o censo norte-americano de 2000, a sua população era de 1095 habitantes. 
Em 2006, foi estimada uma população de 1065, um decréscimo de 30 (-2.7%).

## Geografia
De acordo com o United States Census Bureau tem uma área de 
6,3 km², dos quais 6,3 km² cobertos por terra e 0,0 km² cobertos por água. Athens localiza-se a aproximadamente 427 m acima do nível do mar.

## Localidades na vizinhança
O diagrama seguinte representa as localidades num raio de 24 km ao redor de Athens. 